# Quick-mix
quick-mix ist ein international tätiger Hersteller von Trockenmörteln, Putzen, Wärmedämmverbundsystemen und bauchemischen Produkten, welche unter der gleichnamigen Marke vertrieben werden. Trassbindemittel und Trassmörtel für Restaurierung, Sanierung, Natursteinverlegung, Garten- und Landschaftsbau sowie Straßenbau werden unter der Marke tubag vertrieben. quick-mix ist ein Unternehmen der Sievert Baustoffgruppe mit Sitz in Osnabrück.

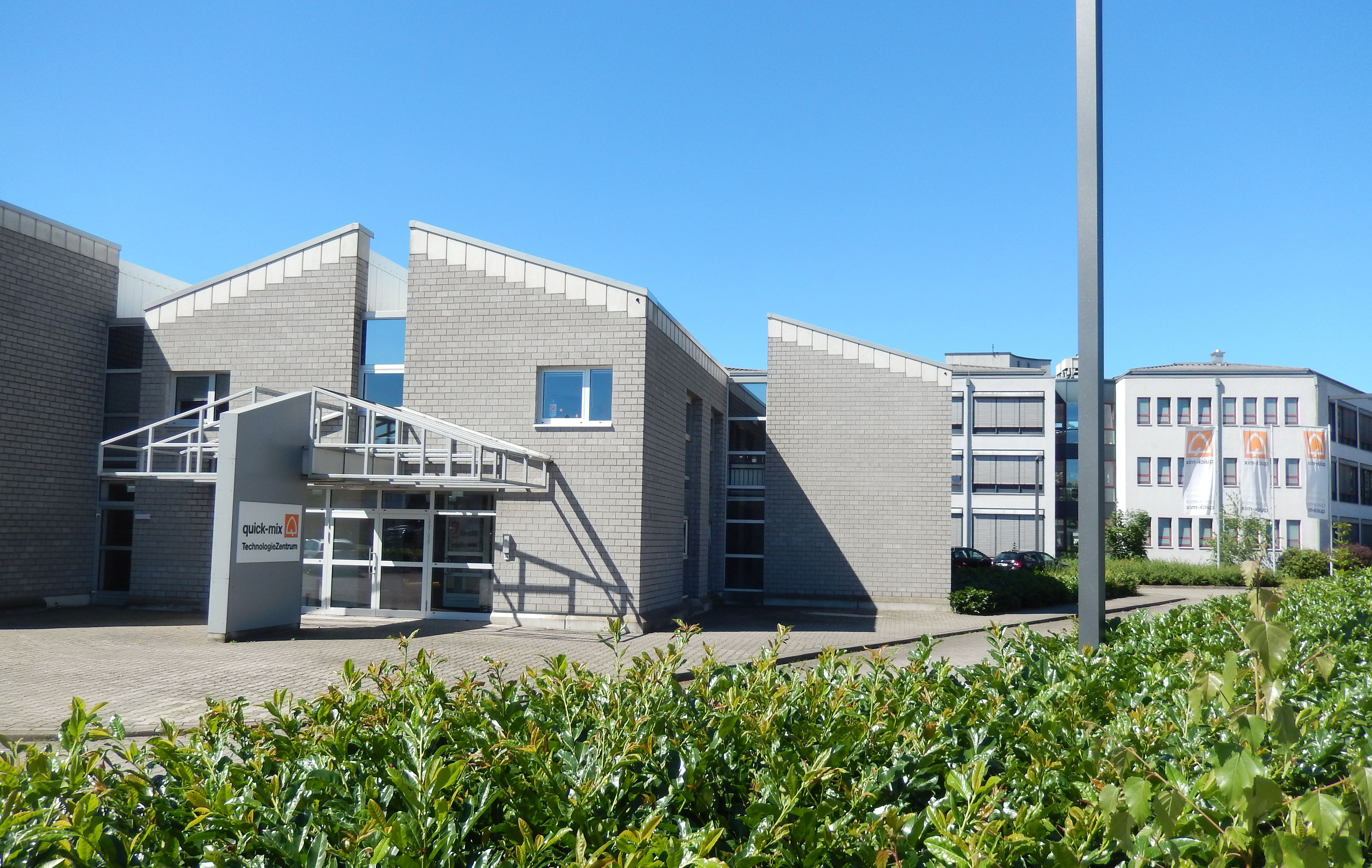
Quick-mix TechnologieZentrum in Osnabrück

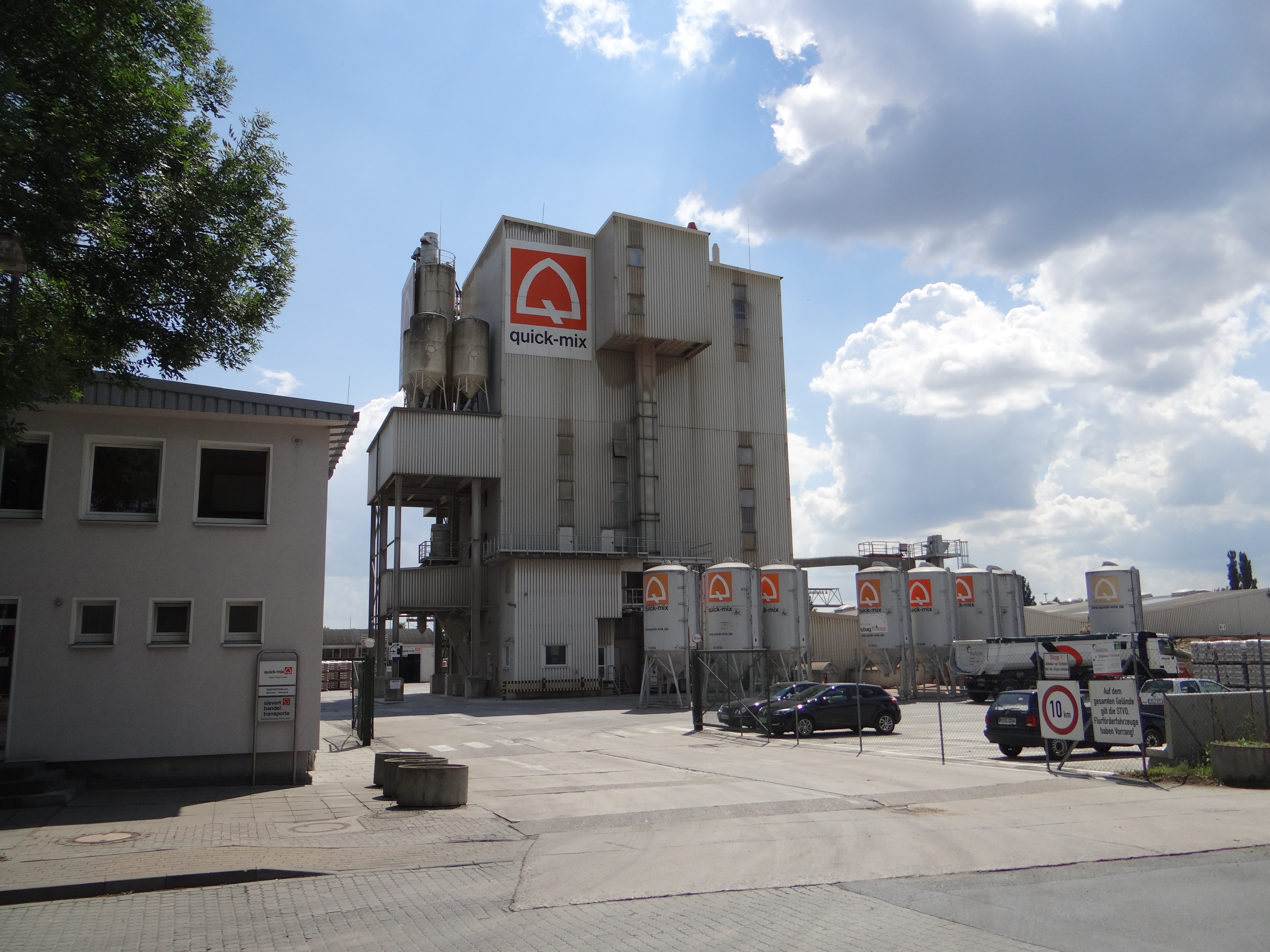
Niederlassung in Hannover-Misburg

Die quick-mix Gruppe ist neben 21 deutschen Standorten auch mit eigenen Standorten in China, Luxemburg, Polen, Russland, Slowakei Tschechien und Schweiz präsent. Im Jahr 2010 erwirtschaftete das Unternehmen mit rund 650 Mitarbeitern einen Umsatz von ca. 200 Mio. €; 2013 waren es ca. 230 Mio. € Umsatz mit 740 Mitarbeitern.